# Нікола Раджен
Нікола Раджен  (серб. Никола Рађен; нар. 29 січня 1985) — сербський ватерполіст, олімпійський медаліст.

## Виступи на Олімпіадах
| Олімпіада   | Дисципліна | Місце |
| ----------- | ---------- | ----- |
| Пекін 2008  | водне поло | 3     |
| Лондон 2012 | водне поло | 3     |